# Луг (Сланцевский район)
Луг — деревня в Новосельском сельском поселении Сланцевского района Ленинградской области.

## История
Деревня Луги упоминается на карте Санкт-Петербургской губернии Ф. Ф. Шуберта 1834 года.
Как деревня Луги она отмечена на карте профессора С. С. Куторги 1852 года.
В XIX — начале XX века она административно относилась к Выскатской волости 1-го земского участка 1-го стана Гдовского уезда Санкт-Петербургской губернии.

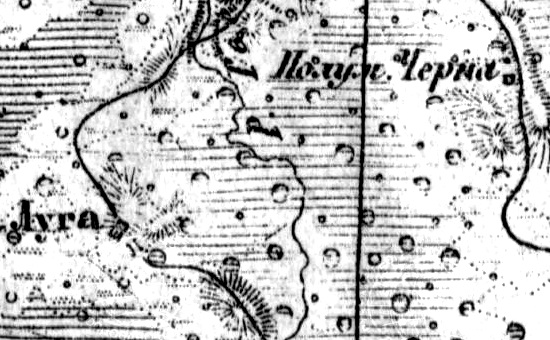
Деревня Луг на карте 1919 года

Согласно карте Петроградской и Эстляндской губерний 1919 года деревня называлась Луга.
В 1917 году деревня находилась в составе Гоголевской волости Гдовского уезда.
С 1918 года — в составе Рудненской волости.
С 1922 года — в составе Гверездненского сельсовета Доложской волости.
С февраля 1927 года — в составе Гверездненского сельсовета Выскатской волости.
С августа 1927 года — в составе Рудненского района.
С 1928 года — в составе Новосельского сельсовета. В 1928 году население деревни составляло 121 человек.
С 1930 года — в составе Савиновщинского сельсовета.
По данным 1933 года деревня называлась Лог и входила в состав Рудненского сельсовета Рудненского района. С августа 1933 года, в составе Гдовского района.
С 1935 года — вновь в составе Новосельского сельсовета.
С января 1941 года — в составе Сланцевского района.
С 1 августа 1941 года по 31 января 1944 года — германская оккупация.
С 1963 года — в составе Савиновщинского сельсовета Кингисеппского района.
По состоянию на 1 августа 1965 года деревня Луг входила в состав Новосельского сельсовета Кингисеппского района. С ноября 1965 года, вновь в составе Сланцевского района. В 1965 году население деревни составляло 18 человек.
По данным 1973 и 1990 годов деревня Луг входила в состав Новосельского сельсовета.
В 1997 году в деревне Луг Новосельской волости не было постоянного населения, в 2002 году проживали 5 человек (все русские).
В 2007 и 2010 годах в деревне Луг Новосельского СП проживали 3 человека.

## География
Деревня расположена в южной части района на автодороге Леонтьевское — Луг, к югу от автодороги 41К-020.
Расстояние до административного центра поселения — 5 км.
Расстояние до ближайшей железнодорожной платформы Сланцы — 40 км.
Через деревню протекает река Гверезинка.

## Демография
| 2007 | 2010 | 2017 |
| ---- | ---- | ---- |
| 3    | →3   | ↘2   |